# Guimbal Cabri G2
Guimbal Cabri G2 – lekki dwumiejscowy śmigłowiec z silnikiem tłokowym zaprojektowany przez Brunona Guimbala.

## Projekt i rozwój
Cabri G2 jest lekkim dwumiejscowym helikopterem z trójłopatowym wirnikiem głównym i wirnikiem ogonowym typu Fenestron. Posiada podwozie płozowe, a siedzenia ustawione są obok siebie. Napędzany jest silnikiem tłokowym o mocy 180 KM Lycoming O-360 z mocą obniżoną do 145 KM. Pierwszy lot odbył się w marcu 2005 roku. Rozwój tego śmigłowca został poprzedzony prototypem G2-01, którego oblot odbył się w kwietniu 1992 roku.
W 2006 roku Cabri G2 ustanowił trzy rekordy świata w klasie poniżej 500 kg: maksymalnej wysokości bez ładunku - 6658 m; czasu wznoszenia na wysokość 3000 m - 6 minut i 42 sekundy; czasu wznoszenia na wysokość 6000 m - 22 minuty 6 sekund.
Certyfikat EASA uzyskał w grudniu 2007 roku. Pierwsze egzemplarze zostały dostarczone w 2008 roku do Ixair (Francja). Dwa helikoptery zamówiło przedsiębiorstwo Eurocopter Group do szkolenia podstawowego, pierwszy z nich został dostarczony w grudniu 2009 roku. Spółka podpisała także umowę z firmą Eurocopter na opracowanie wersji bezzałogowej.
28 października 2013 roku Akademicki Ośrodek Szkolenia Lotniczego (AOSzL), działający przy Wyższej Szkole Oficerskiej Sił Powietrznych (WSOSP) w Dęblinie, odebrał 2 nowe śmigłowce Cabri G2 a na początku 2014 zamówił jeszcze dodatkowe trzy śmigłowce tego typu.